# بلدية ترهونة
بلدية ترهونة هي إحدى بلديات ليبيا تقع على بعد 85 كم جنوب شرق العاصمة طرابلس و عاصمتها مدينة ترهونة يتولى منصب عميد البلدية السيد محمد علي محمد الكشر منذ سنة 2022 بعد فوز قائمته في الانتخابات التي جرت في 22 أكتوبر 2022
كانت بلدية ترهونة في العهد العثماني الثاني من عام 1864 حتي عام 1911 قضاء يتبع سنجق طرابلس الغرب فيما كانت الجفارة ناحية تتبع قضاء ترهونة

## تاريخ البلدية:
- فرع بلدي يتبع بلدية المرقب و ذلك ما نص عليه قرار صادر سنة 1986[1][2]
- فرع بلدي يتبع بلدية طرابلس حسب قرارا صادر سنة 1990[3]
- بلدية مستقلة سنة 2013[4]

## المحلات التابعة للبلدية
1. محلة الشقيقة
2. محلة الشرشارة
3. محلة فرجان الداوون
4. محلة سيدي الصيد الجنوبية
5. محلة سوق الأحد
6. محلة الزوي
7. محلة البلدية
8. محلة عيون دوغة
9. محلة القصيعة
10. محلة الشويرف
11. محلة جبل معروف
12. محلة راس العين
13. محلة الأكوام
14. محلة الخضراء
15. محلة جبال ترغت
16. محلة أولاد علي
17. محلة وادي ترغت
18. محلة الساقية
19. محلة سيدي احميد
20. محلة ترغلات
21. محلة سيدي الصيد الشمالية
22. محلة أبيار مجي
23. محلة سوق الجمعة المصابحة
24. محلة فم ملغة
25. محلة بير معتوق
26. محلة الحواتم أبو سالمة

## الرياضة في البلدية
يوجد بالبلدية عدد من الأندية الرياضية
1- نادي الأمل ترهونة
2- نادي الإخلاص سيدي الصيد
3- نادي الإشراق بسوق الأحد

## أنظر أيضا
- ترهونة
- التقسيم الإداري في ليبيا
- شعبيات ليبيا 2007-2011
- شعبية المرقب
- شعبية ترهونة ومسلاتة
- أشخاص من ترهونة

## وصلات خارجية
- اللجنة المركزية للإنتخابات المحلية - بلدية ترهونة
- بلدية ترهونة - موقع وزارة الحكم المحلي ليبيا
- إعلان النتائج النهائية لإنتخابات المجلس البلدي ترهونة - موقع بوابة الوسط
- خاص.. في تصريح خاص لصدى.. عميد بلدية ترهونة يفصح عن مختنقات المدينة وعدة تفاصيل